# 憲法 (芦部信喜)
『憲法』（けんぽう、岩波書店、初版1993年、第8版2023年）は、憲法学者芦部信喜が著した憲法学の教科書である。

## 概略
はしがきによれば、放送大学で1985年に開講された科目「国家と法（1）」の教科書が基となっている。門下生である戸波江二（当時は筑波大助教授）が執筆の補助をした旨がはしがきにあるものの、本書には戸波の独自説は入っていない。
それ以前からも憲法学の第一人者宮沢俊義の後継者として重要な提言をし、通説ないし有力説としての地位を築きあげてきた芦部の憲法学を、憲法学の全範囲にわたって一冊の本で体系的に著したものとなった。
日本国憲法第13条を始めとする個人の尊重原理を柱に、基本的人権の尊重が近代立憲主義の下において達成すべき最高の価値であり目的であるとの観点から、統治編の前に人権編から記述を始め、その上でこれらの理念を実現するための手段としての統治機構を最後に配置する。今日では、このような叙述順序は、いわゆる京都学派憲法学の影響を受けたもの（たとえば佐藤幸治『憲法』青林書院、初版1981年）を除けば、一般的なものとなっている。
1997年には新版（第2版）、1999年3月には新版補訂版が発行された。1999年6月に著者が死去したが、その後も大きな需要があったことから、2002年に発行された第3版以降は芦部門下である高橋和之によって、原文の意を損なわないようにするという細心の注意を払いつつ最新判例・立法等の補充がなされている（はしがき参照）。
2016年春には累計発行部数が100万部を突破した。

## 評価
本書は学界において「憲法教科書の定番中の定番」（安念潤司）と高く評価されている。ただし、芦部が「叙述の中身に厳選を加え」てコンパクトな内容としたため、憲法の基本書としては叙述の分量が少ない方とされ、本書がやや説明不足になっている箇所があることが指摘される。芦部は、本書とは別に生前『法学教室』上で「憲法講義ノート」を連載しており、この連載論文がいずれ憲法全体の体系を詳細に論じた基本書として完結することが期待されていた。「憲法講義ノート」は有斐閣から『憲法学I・II・III』として順次書籍化されていたが、1999年の著者の死によって「憲法講義ノート」は永遠に「完結」をみることができなくなった。
コンパクトな本書を深く理解するためには、芦部の遺作となった『憲法学I・II・III』や『憲法判例を読む』（岩波書店）、芦部の「憲法講義ノート」の補遺として執筆された高見勝利『芦部憲法学を読む――統治機構論』（有斐閣）を参考書とするほか、芦部の『現代人権論』、『憲法訴訟の理論』、『憲法訴訟の現代的展開』（いずれも有斐閣）をはじめとした論文集を参照する、基本的な立場を同じくする学者の著書（高橋和之ほか『憲法I・II』（有斐閣）、長谷部恭男『憲法』（新世社）等）を読む、大学等で本書に依拠した講義を受ける、などして情報を補うことが望ましい。

## 書籍情報
- 芦部信喜『国家と法Ⅰ』（放送大学教育振興会，1985年）ISBN 978-4142201419
- 芦部信喜『憲法〔初版〕』（岩波書店，1993年）ISBN 978-4000006248
- 芦部信喜『憲法〔新版〕』（岩波書店，1997年）
- 芦部信喜『憲法〔新版補訂版〕』（岩波書店，1999年）ISBN 978-4000006477
- 芦部信喜〔高橋和之補訂〕『憲法〔第3版〕』（岩波書店，2002年）ISBN 978-4000227278
- 芦部信喜〔高橋和之補訂〕『憲法〔第4版〕』（岩波書店，2007年）ISBN 978-4000227643
- 芦部信喜〔高橋和之補訂〕『憲法〔第5版〕』（岩波書店，2011年）ISBN 978-4000227810
- 芦部信喜〔高橋和之補訂〕『憲法〔第6版〕』（岩波書店，2015年）ISBN 978-4000227995
- 芦部信喜〔高橋和之補訂〕『憲法〔第7版〕』（岩波書店，2019年）ISBN 978-4000613224
- 芦部信喜〔高橋和之補訂〕『憲法〔第8版〕』（岩波書店，2023年）ISBN 978-4000616072